# Pirogovskij
Pirogovskij (in russo Пироговский?) è una cittadina della Russia europea centrale, situata nell'oblast' di Mosca. Apparteneva amministrativamente al Mytiščinskij rajon.
Sorge nella parte centrale dell'oblast', pochi chilometri a nord della capitale russa, sulle sponde del fiume Kljaz'ma.
Nei pressi della cittadina sorge una centrale idroelettrica, la cui costruzione ha originato il bacino artificiale della Kljaz'ma.